# Erythrina hazomboay
Erythrina hazomboay là một loài rau đậu thuộc họ Fabaceae. Loài này chỉ có ở Madagascar.